# Buslijn 136 (Amsterdam-Hilversum)
Buslijn 136 was een buslijn in de regio Amsterdam. De lijn werd tot en met 31 december 2011 geëxploiteerd door het GVB Amsterdam en reed van het Amstelstation naar Diemen Centrum. De lijn maakte tot december 2005 echter deel uit van de verbinding Amsterdam - Hilversum en was de opvolger van Gooise Stoomtram in 1939. Aanvankelijk had de lijn geen lijnnummer maar in 1944 werd de lijn in drieën geknipt en kregen een lijnnummer. In 1958 werden deze lijnnummers weer gewijzigd en in de jaren zestig groeide lijn 36 uit tot de belangrijkste en drukste verbinding die grotendeels de route van de voormalige Gooise stoomtram reed. In 1981 werd lijn 36 vernummerd in lijn 136 en in 2005 vernummerd in lijn 101 waarbij het traject Amsterdam-Diemen aan het GVB werd overgedaan. De verbinding heeft echter het langst gereden onder het lijnnummer 36/136. 

## Geschiedenis
De eerste fase van de verbinding tussen Amsterdam en Hilversum begon op 17 mei 1881 toen een stoomtramlijn werd ingesteld tussen Diemen en Station Amsterdam Weesperpoort. Op 15 april 1882 werd deze stoomtramlijn verder doorgetrokken in Het Gooi, via Naarden en Laren naar Hilversum. Op 15 oktober 1939 werd de tram tussen Amsterdam en Naarden vervangen door verschillende busdiensten.
De buslijn begon als dienst van de Gooise Tram in 1939. De lijn nam ook het zware badvervoer naar Muiderberg over van de tram en kende op mooie zomerdagen een druk vervoer en werden er extra bussen ingezet.

### Lijn 1, 3A en 6
In 1944 ging dit bedrijf op in de Nederlandsche Buurtspoorweg-Maatschappij (NBM) en kreeg daar het lijnnummer 1. Deze lijn reed tussen het Busstation van Musschenbroekstraat in Amsterdam-Oost via Diemen en Muiden, waar een tak naar Muiderberg ging en een tak naar Crailo en Hilversum. Later werd een buslijn 3A ingesteld tussen Amsterdam, Bussum, Blaricum en Hilversum. Ook verscheen een lijn 6 tussen Bussum, Laren, Eemnes en Baarn.

### Lijn 30A, 32, 33 en 36
Met de zomerdienst 1958 werd bij de NBM een nieuw lijnnummerschema ingevoerd waarbij de belangrijke doorgaande lijnen een tiental als lijnnummer kreeg toebedeeld en de aantakkende lijnen opvolgende lijnnummers. Lijn 3A werd hierbij vernummerd in lijn 30A, de tak van lijn 1 naar Muiderberg werd lijn 32 en de andere tak van lijn 1 werd lijn 33. Lijn 6 kreeg het lijnnummer 36.

### Lijn 36/38
Begin jaren zestig werden de lijnen 30A, 33 en 36 samengevoegd tot de lijnen 36 en de versterkingslijn 38 die via een afwijkende route reed en lijn 37. Lijn 36 reed van Baarn via Eemnes, Blaricum, Laren, Bussum, Naarden, Muiderberg, Muiden en Diemen via het Amstelstation naar de van Musschenbroekstraat. Lijn 36 en 38 werden zowel vanuit de garage Amsterdam als Hilversum gereden.
In 1973 fuseerde de NBM met Maarse & Kroon tot Centraal Nederland.

### Lijn 136/138
Zeven jaar later opende CN een nieuwe Garage Amstel III en werden de lijnnummers systematisch verhoogd om doublures te vermijden. Lijn 36 werd '136' en hield de Van Musschenbroekstraat als vertrekpunt tot de opheffing van dit busstation in 1982. Lijn 136 werd enerzijds doorgetrokken naar het Weesperplein en werd verlegd via de Afrikaanderbuurt en anderzijds naar Hilversum en was na de opheffing van lijn 138 (wegens te weinig passagiers, enkele ritten op zondag bleven nog tot mei 1988 onder dit lijnnummer bestaan) de enige van de vijf 30'er-lijnen uit de jaren 70 die dit traject nog bereed (lijn 137 ging vanaf 1983 naar de Bijlmermeer rijden).
In 1994 werd CN opgedeeld (feitelijk teruggesplitst) in NZH en Midnet; lijn 136 was voortaan een Midnetlijn die gezamenlijk door Hilversum en de voormalige VAD-vestiging Almere werd gereden. In 1999 fuseerden NZH en Midnet met de omringende streekvervoerders tot Connexxion; lijn 136 werd ingekort tot het Amstelstation en reed op enkele ritten weer met Amsterdamse bussen.
In december 2005 verdween Connexxion uit Diemen omdat lijn 136 werd vervangen door een nieuwe snelle buslijn 101 die Diemen voortaan oversloeg. Na protesten van de inwoners van Diemen, die hun busverbinding met het Amstelstation zouden verliezen, werd besloten lijn 136 in afgeslankte vorm (ingekort tot Diemen Centrum) te behouden en de lijn werd overgenomen door het GVB die de lijn vanuit garage Zuid reed (na de breuk met Connexxion verhuisd naar Industriegebied Overamstel). In december 2011 werd lijn 136 opgeheven en vervangen door de ingekorte Bijlmerlijn 46. Twee jaar later werd deze lijn in verband met het geringe aantal passagiers geheel opgeheven.

### Lijn 136P
Het lijnnummer 136 werd later door het GVB gebruikt bij stremming van metrolijn 50 tussen Sloterdijk en Isolatorweg. Deze lijn reed indien mogelijk in combinatie met lijn 36 met inzet van bussen uit garage West.

### Lijn 101 en 110
In het Gooi kwam in december 2005 een nieuw lijnennet. Lijn 136 werd hierbij vernummerd in lijn 101 en reed voortaan vanaf het Amstelstation rechtstreeks via Muiden P&R naar Naarden, Bussum, Blaricum, Huizen en Hilversum. 
De sneldienst naast lijn 136, lijn 130 (opvolger van interliner 348), van het Amstelstation naar Blaricum werd hierbij opgeheven. Het traject Muiden, Muiderberg en Naarden-vesting naar Bussum werd overgenomen door een nieuwe lijn 110 vanuit Weesp waarbij ook lijn 153 verviel.
Op 17 juli 2011 werd lijn 101 ingekrompen tot een aanvoerlijn van de nieuwe R-net lijn 320 en ingekort tot het traject Hilversum-Bussum via Huizen. Vooral in Huizen dient de lijn als aanvulling op lijn 320 die maar een beperkt aantal haltes heeft.

## Trivia
- Een bekend nummer was het liedje In de bus van Bussum naar Naarden oorspronkelijk uitgebracht in 1954 door Maria Dieke maar later ook vertolkt door de Nederlandse groep The Skymasters. Dit nummer had betrekking op lijn 36 die op zijn route van Hilversum naar Amsterdam ook van Bussum naar Naarden reed. Opvallend is de tekening op de hoes van de single van de afgebeelde bus. Het betrof een klein busje getekend aan de blinde zijde met maar 3 zijruiten. Kleine  busjes reden normaliter nooit op lijn 136.
- Een bekende halte was hotel Jan Tabak. Alhoewel de halte was gelegen aan de Amersfoortsestraatweg was de naam van de halte Jan Tabak en niet Amersfoortsestraatweg wat ook in het dienstregelingboekje vermeld stond. Het hotel Jan Tabak is al sinds 1826 op deze plaats gevestigd en maakt sinds 2010 deel uit van NH Hoteles, een Spaanse hotelketen maar nog steeds met de naam Jan Tabak.
- De buitenopnamen van Van Kooten en De Bie vonden vrijwel altijd plaats in Hilversum, Bussum, Juinen of Ter Weksel. Hierbij kwamen regelmatig lijnbussen van Centraal Nederland in beeld waaronder lijn 136. Op een bushalte vonden een tweetal sketches plaats tussen de Vieze man en meneer Foppe waarbij die werd lastiggevallen en uiteindelijk in een taxi stapte in plaats van op de bus bleef wachten terwijl de Vieze man in een lantaarnpaal klom. In een andere sketch probeert hij bij een bushalte in een lantaarnpaal te klimmen ("lekker glijen") en valt daarmee een man lastig die op de bus wacht. Die slaat uiteindelijk rennend op de vlucht.
- In Juinen werd de busdienst in het kader van de bezuinigingen tussen Juinen en Ter Weksel opgeheven en voortaan reed de HBM (Hekkings' Busmaatschappij) deze buslijn zelf met Tjolk Hekking achter het stuur. Deze opgeheven busdienst was natuurlijk lijn 136 omdat Juinen en Ter Weksel parodieën waren op Bussum en Hilversum.
- In de televisieserie Plafond over de vloer kwamen ook bussen van lijn 136 in beeld onder meer voor het station Baarn en het station Hilversum.